# Verbena litoralis
Verbena litoralis är en verbenaväxtart som beskrevs av Carl Sigismund Kunth. Verbena litoralis ingår i släktet verbenor, och familjen verbenaväxter.

## Underarter
Arten delas in i följande underarter:
- V. l. brevibracteata
- V. l. litoralis